# Хельстен, Нильс Роберт
Нильс Роберт Хельстен (швед. Nils Robert Hellsten; 7 октября 1885, Стокгольм, Швеция — 14 ноября 1963, там же) — шведский гимнаст, чемпион летних Олимпийских игр.
На Играх 1908 в Лондоне Хельстен участвовал только в командном первенстве, в котором его сборная заняла первое место.